# Hamid Oualich
Hamid Oualich (né le 26 avril 1988 à Ouarzazate, au Maroc) est un athlète français spécialiste du 800 mètres.

## Carrière
Champion de France junior 2007, Hamid Oualich se classe sixième des Championnats d'Europe juniors se déroulant à Hengelo, aux Pays-Bas. Licencié depuis 2009 au club de Martigues Sports Athlé, le Français établit le temps de 1 min 47 s 58 lors de la réunion de Rehlingen, avant d'être éliminé en séries lors des Championnats d'Europe espoirs de Kaunas. En 2010, Hamid Oualich améliore son record personnel du 800 m en signant le temps de 1 min 46 s 06 lors du meeting de Montreuil-sous-Bois. Il remporte son premier titre national « élite », le 10 juillet 2010 à Valence, en 1 min 49 s 04. Le 25 mai 2012, il améliore à nouveau son record personnel sur 800 m en signant un chrono de 1 min 45 s 96 au meeting d'Ostrava.

## Records personnels
- 800 m : 1 min 45 s 91 (Tomblaine, 25 juillet 2013)
- 800 m (salle) : 1 min 48 s 19 (Liévin, 6 février 2010)

## Palmarès
- Champion de France junior du 800m en 2007 (narbonne)
- vice-champion de France espoirs du 800m en 2008. (Venissieux)
- Champion de France du 800 m en 2010. (Valence)
- finaliste aux championnats d'Europe en 2010. (Barcelone)
- vice-champion de France du 800m en 2012. (Angers)
- Champion de France du 800 m en 2013. (charlety)
- 3eme place championnats de France du 800m en 2017 (Marseille)